# Улица Щорса (Ялта)
Улица Щорса — улица в Ялте. Петляя и поднимаясь по склону холма Дарсан проходит от улицы Кирова к улице Войкова.

## История
Улица образована в конце XIX века: на составленном в 1885—1886 году плане города была впервые нанесена ещё по виноградникам имения Антона Максимовича Эрлангера и принадлежащему ему парку проектируемая под усадебную застройку улица от Аутинской (впоследствии Аутской) улицы к верхушке холма Дарсан. Первоначальное название — Княжеская, с установлением советской власти сменила название на Пролетарская.
Современное название в честь героя Гражданской войны в России Николая Щорса (1895—1919).

## Достопримечательности
д. 2 — Флигель на 1905 г., на 1907 г. — Е. П. Богданович
Дом и флигель, сад, на 1905 г. — усадьба Масловой, на 1912 г. — князей Оболенских
д. 7 — Дома, на 1905 г. — А. Я. Воронкова, на 1912 г. — А. Л. Воронковой
д. 7в — Дом В. А. Кочубей, постройка конца XIX в. (архитектор Н. П. Краснов)  Объект культурного наследия народов РФ регионального значения. Рег. № 911711012510005 (ЕГРОКН)
д. 14 — Усадьба Вадарской,  Объект культурного наследия народов РФ федерального значения. Рег. № 911520368840006 (ЕГРОКН),  Памятник культурного наследия Украины национального значения. Охр. № 0100108
Парк Эрлангера.